# Mount Bresnahan
Mount Bresnahan är ett berg i Antarktis. Det ligger i Östantarktis. Nya Zeeland gör anspråk på området. Toppen på Mount Bresnahan är 1 635 meter över havet, eller 233 meter över den omgivande terrängen. Bredden vid basen är 9,1 km.
Terrängen runt Mount Bresnahan är kuperad västerut, men österut är den platt. Trakten är obefolkad. Det finns inga samhällen i närheten.